# Victor Oehrn
Victor Oehrn (ur. 21 października 1907 w Gədəbəy, zm. 26 grudnia 1997 w Bonn) – niemiecki oficer marynarki, dowódca niemieckich okrętów podwodnych w okresie międzywojennym i II wojny światowej, dowodzący kolejno okrętami podwodnymi U-14 typu IIB, a następnie U-37 typu IXA.
Od 1927 roku służył w Reichsmarine, a następnie w Kriegsmarine, od maja do lipca 1942 roku służył jako oficer łącznikowy w sztabie generała marszałka polnego Alberta Kesselringa w El Alamein, ciężko ranny podczas misji specjalnej dostał się do brytyjskiej niewoli. W październiku 1943 roku został uwolniony w ramach wymiany jeńców, wykonywał później misje specjalne dla OKM i FdU. Po kapitulacji Niemiec został aresztowany, po czym uwolniony w sierpniu 1945 roku.
W okresie dowodzenia U-37 odbył cztery patrole bojowe, podczas których zatopił 24 jednostki o łącznym tonażu 104 785 ton. 21 października 1940 roku odznaczony Krzyżem Rycerskim jako 39. w Kriegsmarine i 16. w Ubootwaffe. Zmarł 26 grudnia 1997 roku w Bonn.